# Teresa Kostkiewiczowa
Teresa Kostkiewiczowa, właśc. Teresa Kostkiewicz z domu Pyszniewska (ur. 3 lutego 1936 w Ościsłowie) – polska literaturoznawczyni, profesor nauk humanistycznych, nauczyciel akademicki.

## Życiorys
Córka Stefana Pyszniewskiego i Filomeny z domu Smoleńskiej. Od 1960 zamężna z Wojciechem Kostkiewiczem.
W 1956 ukończyła studia polonistyczne na Uniwersytecie Warszawskim. W 1963 uzyskała stopień naukowy doktora w oparciu o rozprawę zatytułowaną Model liryki sentymentalnej w twórczości Franciszka Karpińskiego. Habilitowała się w 1971 na podstawie pracy pt. Kniaźnin jako poeta liryczny. W 1983 otrzymała tytuł profesorski.
W latach 1956–1971 była zatrudniona w Katedrze Teorii Literatury Uniwersytetu Warszawskiego. Następnie do czasu przejścia w 2006 na emeryturę była związana z Instytutem Badań Literackich PAN w Warszawie, kierowała tamże Pracownią Literatury Oświecenia. Została też profesorem zwyczajnym Uniwersytetu Kardynała Stefana Wyszyńskiego w Warszawie. Członek krajowy czynny Polskiej Akademii Umiejętności (Wydział I Filologiczny) oraz członek zwyczajny Towarzystwa Naukowego Warszawskiego. Była przewodniczącą Towarzystwa Literackiego im. Adama Mickiewicza. Weszła w skład rady naukowej IBL oraz Komitetu Nauk o Literaturze PAN, a także redakcji pism „Wiek Oświecenia” (również jako redaktor naczelny) oraz „Pamiętnik Literacki”. Od 1984 przez ponad 25 lat przewodniczyła Komitetowi Głównemu Olimpiady Literatury i Języka Polskiego, następnie była jego honorową przewodniczącą.

## Wybrane publikacje
- Model liryki sentymentalnej w twórczości Franciszka Karpińskiego, Zakład Narodowy im. Ossolińskich, Wrocław 1964
- Kniaźnin jako poeta liryczny, Zakład Narodowy im. Ossolińskich, Wrocław 1971
- Klasycyzm – sentymentalizm – rokoko. Szkice o prądach literackich polskiego Oświecenia, PWN, Warszawa 1975
- Horyzonty wyobraźni. O języku poezji czasów Oświecenia, PWN, Warszawa 1984
- Oświecenie. Próg naszej współczesności, Semper, Warszawa 1994
- Oda w poezji polskiej. Dzieje gatunku, Leopoldinum, Wrocław 1996
- Polski wiek świateł. Obszary swoistości, Wyd. UWr, Wrocław 2002
- Z oddali i z bliska. Studia o wieku oświecenia, UKSW, Warszawa 2010

## Odznaczenia i wyróżnienia
- Krzyż Oficerski Orderu Odrodzenia Polski nadany za wybitne osiągnięcia w pracy naukowo-badawczej w dziedzinie historii literatury (2012)[1][2]
- Krzyż Kawalerski Orderu Odrodzenia Polski (2003)[3]
- Medal Komisji Edukacji Narodowej (1990)
- Złoty Medal „Zasłużony Kulturze Gloria Artis” (2007)[4]
- Nagroda im. Jana Długosza za książkę Polski wiek świateł. Obrazy swoistości (2003)[5]
- Doktoraty honoris causa Uniwersytetu Warmińsko-Mazurskiego w Olsztynie (2004) i Katolickiego Uniwersytetu Lubelskiego Jana Pawła II (2011)